# Los Sauces de Pérez
Los Sauces de Pérez är en ort i Mexiko.   Den ligger i kommunen Cuquío och delstaten Jalisco, i den centrala delen av landet, 400 km väster om huvudstaden Mexico City. Los Sauces de Pérez ligger 1 696 meter över havet och antalet invånare är 202.
Terrängen runt Los Sauces de Pérez är kuperad, och sluttar österut. Runt Los Sauces de Pérez är det ganska tätbefolkat, med 83 invånare per kvadratkilometer. Närmaste större samhälle är Acatic, 19,9 km söder om Los Sauces de Pérez. I omgivningarna runt Los Sauces de Pérez växer huvudsakligen savannskog.